# Растровый измерительный преобразователь
Растровый измерительный преобразователь — преобразователь перемещения для измерения линейных и угловых перемещений, построенное по принципу сравнения измеряемой величины с многозначной мерой, которая представляет собой совокупность однородных элементов, образующих периодическую структуру.
Состав растрового преобразователя (РП):
- растровое преобразующее звено, состоящее: из подвижного измерительного и неподвижного индикаторного растров;
- блок подсветки растрового звена;
- блок фотоприемников, воспринимающего излучение, модулированного растровым звеном;
- электронный логический блок.

В основу работы РП положен метод оптико-электронного сканирования штриховых растров.Измерительный растр закрепляется на движущемся объекте, перемещения которого вызывают модуляцию растровым сопряжением светового потока, падающего на блок фотоприемников. Электрические сигналы с фотоприемников пропорциональны интенсивности светового потока, прошедшего через растровое сопряжение, и несут информацию об измеряемом перемещении объекта.

## Классификация
- преобразователи линейных перемещений;
- преобразователи угловых перемещений.

### Преобразователи линейных перемещений.

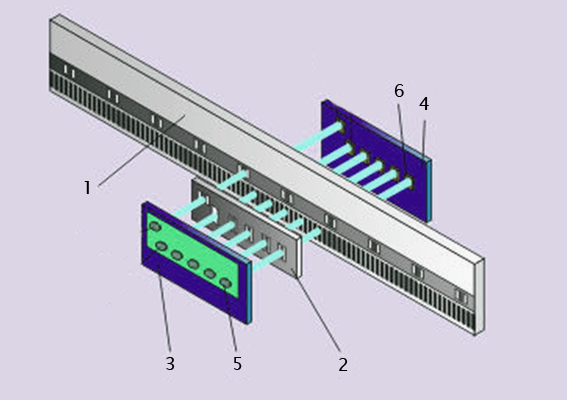
Линейный растровый фотоэлектрический преобразователь - ЛИР

Преобразователи линейных перемещений осуществляют синхронное преобразование аналоговой величины измеряемого линейного перемещения в координатно-периодическую последовательность значений ортогональных электрических сигналов, временной масштаб которых пропорционален текущей скорости измеряемого перемещения, а количество колебаний кратно числу штрихов измерительного растра или дробной части их периода, содержащихся в измеряемом перемещении. Таким образом, число колебаний ортогональных электрических сигналов, характер их взаимного изменения и значение текущей частоты позволяют судить соответственно о величине, направлении и текущей скорости измеряемых перемещений.
Устройства обработки измерительной информации приводят сигналы преобразователя к одному из унифицированных видов, которые могут быть использованы для дальнейшей обработки в системах ЧПУ, цифровой индикации или компьютерах.
При взаимном перемещении короткой (индикаторная пластина — 2) и длинной (шкала растровая — 1) линеек происходит модуляция светового потока светодиодов (инфракрасные излучатели — 3), который воспринимается фотоприемниками (кремниевые фотодиоды — 4).При относительном перемещении растровой шкалы и индикаторной пластины ее поля считывания реализуют два идентичных канала приема излучения. В состав каждого канала входят два поля считывания, растры которых имеют пространственный сдвиг относительно друг друга, равный ½ шага растра и соответственно по два осветителя 5 и фотоприемника 6. Построенный таким образом канал считывания формирует два ортогональных периодических сигнала, взаимный характер изменения которых дает возможность определить направление перемещения, а число их периодов при данном перемещении — его величину. Специальные методы обработки сигналов позволяют значительно повысить точность измерений, обеспечив при этом контроль перемещения с дискретностью, много меньшей периода измерительного растра.

### Преобразователи угловых перемещений.

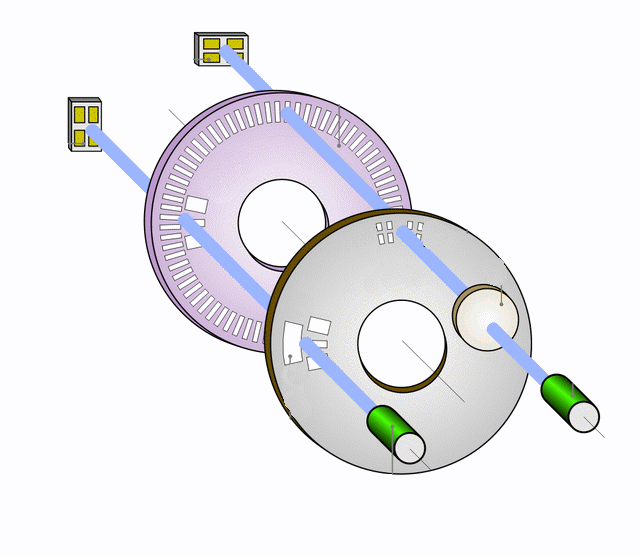
Преобразователь угловых перемещений

Принцип работы преобразователей угловых перемещений основан на регистрации относительной величины прошедшего через растровое сопряжение потока оптического излучения как координатной-периодической функции взаимного углового положения регулярного растра шкалы и растров окон анализатора.
Преобразователь имеет два кинематически связанных функциональных звена: радиальную растровую шкалу, жестко связанную с валом преобразователя, и растровый анализатор неподвижного считывающего узла. Радиальная растровая шкала (лимб) содержит две концентрические информационные дорожки: регулярного растра и референтной метки.

## Выходные сигналы преобразователей
К основным типам выходных сигналов относятся:
1. Синусоидальный токовый сигнал СТ (~11мкА), Uпит. = +5В ± 5 %(рис. а);
2. Cинусоидальный сигнал напряжения СН (~1В), Uпит. = +5В ± 5 %(рис. б);
3. Прямоугольный импульсный сигнал типа ПИ (TTL), Uпит=+5В±5 % и сигнал типа ПИ (HTL), Uпит=+(10…30)В±5 % (рис.в)

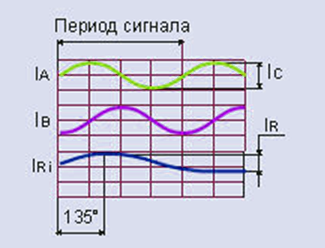
а) Синусоидальный токовый сигнал

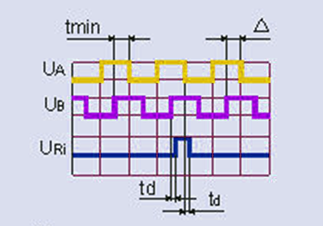
в)Прямоугольный импульсный сигнал

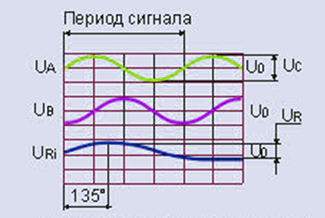
б) Синусоидальный сигнал напряжения

## Область применения
Измерительные преобразователи широко применяются в продукции станкостроительных заводов, в КИМ и  робототехнических комплексах, автоматизированных установках электронной промышленности, системах технологического и производственного контроля, приборах научных исследований, а также во всевозможных измерительных устройствах, работающих в жестких условиях эксплуатации и требующих высокоточной регистрации линейных или угловых параметров движения их элементов.